# Nina Žižić
Nina Žižić (Montenegrijns: Нина Жижић; Nikšić, 20 april 1985) is een Montenegrijns zangeres.

## Biografie
Žižić studeerde Engels en Literatuur aan de Universiteit van Montenegro. In 2004 startte ze haar muzikale carrière in de meidengroep Negre. Met het nummer K'o nijedna druga eindigde de groep in datzelfde jaar op de derde plaats in Evropesma, de nationale preselectie voor het Eurovisiesongfestival van het toenmalige Servië en Montenegro. In 2006 verliet Žižić om haar solocarrière uit te bouwen. In 2006 waagde ze opnieuw haar kans om deel te nemen aan het Eurovisiesongfestival. Ze nam deel aan Montevizija, de Montenegrijnse voorronde, waarvan de top twaalf doorging naar de nationale finale van Servië en Montenegro. Met het nummer Potraži me kon ze echter niet overtuigen, en strandde ze op de zeventiende plek.
In 2007 scoorde ze een eerste echte hit in Montenegro met het nummer Strogo povjerljivo. In 2013 werd ze door RTCG intern aangeduid om Montenegro te vertegenwoordigen op het Eurovisiesongfestival 2013, dat gehouden werd in het Zweedse Malmö. In Zweden stond ze aan de zijde van de hiphopband Who See met het nummer Igranka. Het lied raakte niet verder dan de halve finale.
Eind 2024 nam Žižić deel aan de Montenegrijnse preselectie voor het Eurovisiesongfestival 2025, ditmaal solo met het nummer Dobrodošli. Aanvankelijk was ze als tweede geëindigd. Kort na afloop van de nationale finale bleek evenwel dat het winnende lied reeds een jaar voordien op een concert was gespeeld. Dit is in strijd met de regel van het Eurovisiesongfestival die zegt dat een deelnemend lied niet voor 1 september het jaar voorafgaand aan het festival mag zijn uitgebracht. Hierdoor werd de winnaar gediskwalificeerd en kreeg Žižić de kans om voor de tweede keer deel te nemen aan het Eurovisiesongfestival.